# Dezmir
Dezmir – wieś w Rumunii, w okręgu Kluż, w gminie Apahida. W 2011 roku liczyła 1515 mieszkańców.